# Aline Barros & Cia
Aline Barros & Cia é um álbum de estúdio da cantora brasileira de música gospel contemporânea Aline Barros, seu terceiro projeto voltado ao público infantil, e o primeiro de três volumes da série "Aline Barros & Cia" pelo selo da MK Music.
Foi lançado em 21 de dezembro de  2005, sendo composto por quatorze canções infantis do gênero gospel. O projeto foi certificado pela Pro-Música Brasil como Disco de Diamante, por 250 mil cópias vendidas da sua versão audiovisual, bem como Disco de Platina por 100 mil unidades comercializadas do CD físico.
O CD ganhou o Grammy Latino em 2006 na categoria "Melhor Álbum Cristão em Língua Portuguesa". O trabalho também ganhou um Troféu Talento de "Melhor Projeto Gráfico Infantil" do ano de 2006.

## Faixas
| N.º            | Título                                       | Compositor(es)                                          | Duração |  |
| 1.             | "Pula-Pula"                                  | Silas Júnior                                            | 3:23    |  |
| 2.             | "Homenzinho Torto"                           | Domínio Público                                         | 2:48    |  |
| 3.             | "Dança do Pinguim"                           | Solange César e Davidson                                | 2:57    |  |
| 4.             | "Chuá, Chuá"                                 | Silas Júnior                                            | 3:27    |  |
| 5.             | "O Alfabeto"                                 | Xuxu                                                    | 2:58    |  |
| 6.             | "A Oferta da Viuvinha"                       | Solange César e Beno César                              | 3:11    |  |
| 7.             | "Verde Que te Quero Verde (Rap dos Legumes)" | Solange César e Beno César                              | 3:09    |  |
| 8.             | "Louvar é Bom Demais"                        | Davi Fernandes e Jill Viegas                            | 2:59    |  |
| 9.             | "Samuel"                                     | Wagner Carvalho e Jill Viegas                           | 2:42    |  |
| 10.            | "Não Atire o Pau no Gato"                    | Denis Cley                                              | 1:46    |  |
| 11.            | "Sim, Jesus"                                 | Xuxu                                                    | 2:43    |  |
| 12.            | "Campeão"                                    | Gilmar Santos, Aline Barros, Solange César e Beno César | 3:05    |  |
| 13.            | "A Sementinha (O Semeador)"                  | Pastor Osmarino Araújo                                  | 2:40    |  |
| 14.            | "Você é Especial"                            | Xuxu                                                    | 3:45    |  |
| Duração total: | Duração total:                               | Duração total:                                          | 41:33   |  |

## Ficha Técnica
- Produção musical: Rogério Vieira
- Teclados, pianos e loops: Rogério Vieira
- Teclados, pianos e loops na música "Dança do Pingüim": Vítor Jr.
- Guitarra e violões: Duda Andrade e Sérgio Knust
- Baixo: Marcos Natto
- Bateria: Márcio Horsth e Ramon Montanhaur
- Percussão: Zé Leal
- Sax: Edésio Gomes
- Trombone: Bira
- Trompete: Dum Dum
- Acordeon: Eronildo Lima
- Back-vocal: Janeh Magalhães, Fael Magalhães, Josy Bonfim e Joelma Bonfim
- Coral infantil: Lucas Cruz, Filipe Cruz, Pedro Filgueira de Souza Marques, Rebecca Filgueira de Souza Marques, Thalita Barbosa Kineippe, Ester Albuquerque Gouveia, Levi Albuquerque Gouveia, Israel Albuquerque Gouveia, Deborah Touguinhógonet, João Marcos Santos Simões da Silva, Jayane Manhães e Izabela
- Participação especial no coral infantil e nas músicas "Pula-Pula", "O Alfabeto" e "Rap dos Legumes": Nicolas Barros
- Voz do Homenzinho Torto: Marina de Oliveira
- Gravado e mixado no MK Estúdio
- Técnico de gravação e mixagem: Edinho
- Masterização: Magic Master
- Fotos: Sérgio Menezes
- Criação de capa: MK Music